# Stenomacrus pedestris
Stenomacrus pedestris är en stekelart som först beskrevs av Holmgren 1869.  Stenomacrus pedestris ingår i släktet Stenomacrus och familjen brokparasitsteklar. Inga underarter finns listade i Catalogue of Life.